# Kent Karlsson
Kent Karlsson (* 28. listopadu 1945, Arboga) je bývalý švédský fotbalista, obránce. V roce 1975 byl vyhlášen švédským fotbalistou roku. Po skončení aktivní kariéry působil jako trenér.

## Fotbalová kariéra
Začínal ve Švédsku v týmu IFK Eskilstuna. V letech 1967-1976 hrál za Åtvidabergs FF, se kterým získal dva mistrovské tituly a dvě vítězství ve švédském fotbalovém poháru. Kariéru zakončil v mateřském klubu IFK Eskilstuna. V Poháru mistrů evropských zemí nastoupil v 8 utkáních, v Poháru vítězů pohárů nastoupil v 8 utkáních a v Poháru UEFA nastoupil ve 2 utkáních. Za švédskou fotbalovou reprezentaci nastoupil v letech 1973–1977 ve 38 utkáních. Byl členem švédské fotbalové reprezentace na Mistrovství světa ve fotbale 1974, nastoupil ve všech 6 utkáních. Byl členem švédské fotbalové reprezentace na Mistrovství světa ve fotbale 1978, ale v utkání nenastoupil. 

## Ligová bilance
| Ročník                 | Zápasy | Góly | Klub           |
| ---------------------- | ------ | ---- | -------------- |
| 2. švédská liga 1963   | -      | -    | IFK Eskilstuna |
| 1. švédská liga 1964   | 7      | 0    | IFK Eskilstuna |
| 2. švédská liga 1965   | -      | -    | IFK Eskilstuna |
| 2. švédská liga 1966   | -      | -    | IFK Eskilstuna |
| 2. švédská liga 1967   | 22     | 1    | Åtvidabergs FF |
| 1. švédská liga 1968   | 22     | 1    | Åtvidabergs FF |
| 1. švédská liga 1969   | 22     | 0    | Åtvidabergs FF |
| 1. švédská liga 1970   | 20     | 0    | Åtvidabergs FF |
| 1. švédská liga 1971   | 22     | 0    | Åtvidabergs FF |
| 1. švédská liga 1972   | 22     | 0    | Åtvidabergs FF |
| 1. švédská liga 1973   | 26     | 0    | Åtvidabergs FF |
| 1. švédská liga 1974   | 26     | 1    | Åtvidabergs FF |
| 1. švédská liga 1975   | 26     | 2    | Åtvidabergs FF |
| 1. švédská liga 1976   | 8      | 0    | Åtvidabergs FF |
| 2. švédská liga 1977   | 25     | 0    | IFK Eskilstuna |
| 2. švédská liga 1978   | 15     | 0    | IFK Eskilstuna |
| 2. švédská liga 1979   | 25     | 0    | IFK Eskilstuna |
| 2. švédská liga 1980   | 24     | 0    | IFK Eskilstuna |
| CELKEM 1. švédská liga | 201    | 4    |                |